# Before the Nightmare
「Before the Nightmare」（ビフォー・ザ・ナイトメア）は日本の女性歌手・声優、高槻かなこの3枚目のシングル。2022年5月25日にランティスから発売された。

## 解説
声優、アニソンシンガーとして活動する高槻による3枚目のシングルであり、表題曲の「Before the Nightmare」は、TVアニメ『ブラック★★ロックシューター DAWN FALL」のエンディングテーマ。初回限定盤(LACM-34264)とBRSDF盤(LACM-24264)の2種リリースで、初回限定盤のみに同梱されるBlu-ray Discには「Before the Nightmare」Music Clipとメイキング映像が収められる。BRSDF盤のジャケットには、同アニメの主要キャラクターとなるエンプレス、デッドマスター、ストレングスの3人が描かれた書き下ろしイラストがデザインされている。同アニメの初回放送後にあたる2022年4月4日よりに各配信サイトにて配信が開始され、5月25日にCDシングルが発売された。
- 「Before the Nightmare」は、「ブラック★★ロックシューター DAWN FALL」のタイアップ曲として依頼を受けた際に、高槻が業界に入るきっかけとなったebaに作曲を依頼したもの[4]。作詞は高槻かなこ本人が担当し、作品の雰囲気に合わせて「悪夢」というテーマで書き上げた[4]。
- 「嘘つきダーティ」は、ボカロ曲のような曲を歌ってみたいという希望に合わせて、ボカロPとしても活躍する市瀬るぽが作曲を担当した[4]。
- 「Love myself, All myself」は、作曲・作詞ともに高槻本人が担当した。高槻が2022年の目標としていた言葉「Love myself」から着想を得て詞を先に書き、「こういう感じのメロディがいいです」とスタッフの前で歌ったメロディーを元に作られている[4]。詞には、「一人一人との絆や、日々目の前にある幸せをちょっとずつ感じることを大切にしていきたい」という思いが込められているという[4]。

## 収録曲

### CD
| 全作詞: 高槻かなこ。 |                                        |            |            |        |      |
| #                    | タイトル                               | 作詞       | 作曲       | 編曲   | 時間 |
| 1.                   | 「Before the Nightmare」               | 高槻かなこ | eba        | eba    | 3:35 |
| 2.                   | 「嘘つきダーティ」                     | 高槻かなこ | 市瀬るぽ   | eba    | 3:50 |
| 3.                   | 「Love myself, All myself」            | 高槻かなこ | 高槻かなこ | 森拓人 | 5:25 |
| 4.                   | 「Before the Nightmare」(Off Vocal)    | 高槻かなこ |            |        | 3:35 |
| 5.                   | 「嘘つきダーティ」(Off Vocal)          | 高槻かなこ |            |        | 3:50 |
| 6.                   | 「Love myself, All myself」(Off Vocal) | 高槻かなこ |            |        | 5:25 |
| 合計時間:            | 合計時間:                              | 合計時間:  | 合計時間:  | 25:40  |      |

### 初回限定盤 Blu-ray Disc
| #         | タイトル                                    | 作詞  | 作曲・編曲 | 時間  |
| --------- | ------------------------------------------- | ----- | ---------- | ----- |
| 1.        | 「Before the Nightmare」(Music Clip)        |       |            | 3:41  |
| 2.        | 「Before the Nightmare」(Behind The Scenes) |       |            | 14:45 |
| 合計時間: | 合計時間:                                   | 18:26 |            |       |